# Rusina obsoletissima
Rusina obsoletissima är en fjärilsart som beskrevs av Adrian Hardy Haworth. Rusina obsoletissima ingår i släktet Rusina och familjen nattflyn. Inga underarter finns listade.